# Entelecara strandi
Entelecara strandi là một loài nhện trong họ Linyphiidae.
Loài này thuộc chi Entelecara. Entelecara strandi được Gábor von Kolosváry miêu tả năm 1934.